# 朱公谨

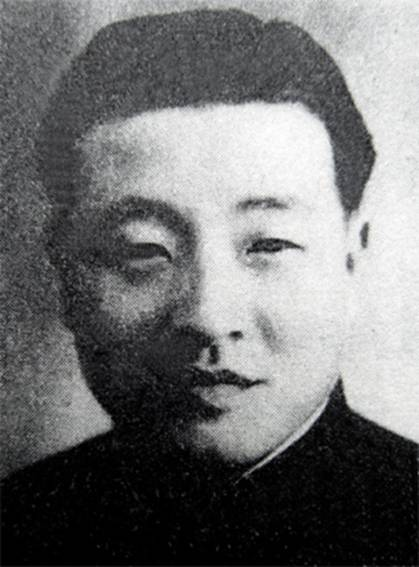
朱公谨

朱公谨（1902年—1961年），中国数学家，专长应用数学，是中国数学物理学先驱之一。浙江省宁波市余姚人。

## 生平简介
朱公谨于1902年7月8日出生于浙江省余姚县（今宁波余姚市）。家中世代书香，著名哲学家朱舜水系其同族远祖。
1919年，朱公谨考取清华学校留美预备生资格。1921年，朱公谨赴德国留学，入当时世界数学中心哥廷根大学学习数学，曾受教于数学大师大卫·希尔伯特和柯朗（应用数学大师）。1927年，朱公谨获得德国哥廷根大学博士学位，博士论文“关于某些类型的单变量函数方程解的存在性证明”，导师柯朗。
1927年，朱公谨取得博士学位后旋即回国。 历任光华大学（上海），中央大学（南京）、上海医学院（今复旦大学医学院）、浙江大学师范学院（今浙江师范大学，位于浙江省金华市）、大同大学（上海）和上海交通大学教授，教授数学。